# Métro léger du Caire
 (mars 2024).
Si vous disposez d'ouvrages ou d'articles de référence ou si vous connaissez des sites web de qualité traitant du thème abordé ici, merci de compléter l'article en donnant les références utiles à sa vérifiabilité et en les liant à la section « Notes et références ».
Le métro léger du Caire est un réseau de transport en commun ferroviaire en développement depuis 2022 desservant Le Caire et son agglomération.